# Rădăcină a unității

Reprezentarea grafică a celor cinci rădăcini de ordinul cinci ale unității

În analiza complexă, rădăcinile unității (numite uneori și numerele lui de Moivre) sunt acele numere complexe care, ridicate la o putere cu exponent număr natural n, dau ca rezultat unitatea.
Studiul acestora apare în contextul calculării rădăcinii de ordinul n a unui număr complex oarecare.
Un astfel de număr {\displaystyle z\in \mathbb {C} } este soluție a ecuației binome:
{\displaystyle z^{n}=1.}
Utilizând formula lui Moivre, se constată că rădăcinile de ordinul n ale unității sunt de forma:
{\displaystyle \varepsilon _{k}=\cos {\frac {2k\pi }{n}}+i\sin {\frac {2k\pi }{n}},\;k\in \{0,1,2,\cdots ,n-1\}}
Sunt situate geometric pe cercul unitate cu centru în origine.

## Cazuri particulare
- {\displaystyle n=1\;\;\;\;\varepsilon =\varepsilon _{0}=1}
- {\displaystyle n=2\;\;\;\;\varepsilon _{0}=1,\;\varepsilon _{1}=-1}
- {\displaystyle n=3\;\;\;\;\varepsilon _{0}=1,\;\varepsilon _{1}=-{\frac {1}{2}}+i{\frac {\sqrt {3}}{2}},\;\varepsilon _{2}=-{\frac {1}{2}}-i{\frac {\sqrt {3}}{2}}}
- {\displaystyle n=4\;\;\;\;\varepsilon _{0}=1,\;\varepsilon _{1}=i,\varepsilon _{2}=-1,\;\varepsilon _{3}=-i}

## Rădăcinile unui număr complex oarecare
Cea mai importantă aplicație a rădăcinilor unității o constituie calculul rădăcinilor unui număr complex oarecare.
Fie acesta {\displaystyle z=x+iy,\;x,y\in \mathbb {R} ,} care se va scrie sub formă trigonometrică:
{\displaystyle z=\rho (\cos \theta +i\sin \theta ),}
unde {\displaystyle \rho =|z|={\sqrt {x^{2}+y^{2}}}} este modulul numărului, iar {\displaystyle \theta =\arctan {\frac {y}{x}}.}
Atunci rădăcinile de ordinul n ale numărului z sunt de forma:
{\displaystyle w_{k}={\sqrt[{n}]{|z|}}\cdot \left[\cos \left({\frac {\theta }{n}}+{\frac {2k\pi }{n}})+i\sin({\frac {\theta }{n}}+{\frac {2k\pi }{n}}\right)\right].}